# 中田勝久
中田 勝久（なかだ かつひさ、1937年（昭和12年）8月7日 - 2021年3月14日）は、日本の政治家。元兵庫県南あわじ市長（3期）。旭日中綬章受章。位階は従四位。

## 来歴
兵庫県立洲本実業高等学校卒。兵庫県三原郡三原町長を3期務め、2005年合併により、南あわじ市が誕生、これによる市長選挙に立候補し、初当選した。2009年に再選。2013年に三選。市長は3期務め、2017年に引退した。

## 栄典
- 2017年 秋の叙勲で地方自治功労により旭日中綬章を受章[6]
- 死没日をもって従四位に叙される[7]